# نهائي كأس ألمانيا 2015
نهائي كأس ألمانيا 2015 هي المباراة النهائية من منافسة كأس ألمانيا 2014–15، أقيمت المباراة في 30 مايو 2015، في الملعب الأولمبي، بين فريقي بوروسيا دورتموند، ونادي فولفسبورغ، وفاز فيها نادي فولفسبورغ، بعد أن هزم بوروسيا دورتموند، بنتيجة 1 - 3، وكان حكم المباراة فيليكس بريش، وحضر المباراة 75815 شخصاً.

## تفاصيل المباراة
لعبت المباراة النهائية في 30 مايو 2015.
| بوروسيا دورتموند           | 1 -3 | نادي فولفسبورغ                                          |
| -------------------------- | ---- | ------------------------------------------------------- |
| بيير إيميريك أوباميانغ 5 ' |      | لويس غوستافو 22 ' · كيفين دي بروين 33 ' · باس دوست 38 ' |